# زعرورة النقب (قرية)
زعرورة النقب، قرية فلسطينية بدوية غير معترف بها تقع ضمن حدود دولة إسرائيل، شرق بلدة كسيفة، على طول الطريق رقم 80، ويبلغ عدد سكانها حوالي 6200 نسمة. تأسست قبل قيام الدولة، وسميت بهذا الاسم نسبة إلى شجرة تسمى الزعرورة وتستخدم لصنع الأدوية.

## الخدمات والبنى التحتية في قرية الزعرورة
لا توجد خدمات صحية في القرية، وايضا لا يوجد مؤسسات تعليمية في القرية مثل رياض الأطفال والمدارس  وبالتالي يضطر السكان للسفر حوالي 20 دقيقة (مسافة حوالي 15 كم) إلى بلدة كسيفة أو في قرية الفراع المجاورة من أجل الحصول على الخدمات الأساسية.
في عام 2005 قدمت منظمة عدالة التماساً للمحكمة العليا ضد وزارة التربية والتعليم لتوفير وسائل نقل الأطفال الذين يعيشون في القرية إلى رياض الأطفال في المستوطنات المجاورة أو بدلاً من ذلك بناء مبانٍ في القرية لاستخدامها كرياض أطفال.
لا توجد طرق معبدة في القرية,لا يوجد جسر فوق الوادي بالقرب من القرية ، لذلك في الأيام الممطرة عندما يفيض التيار ، يتم إغلاق مداخل القرية ومخارجها بالكامل.
السلطات لا توفر الماء والكهرباء للقرويين. حيث يحصل سكان القرية على المياه من خلال حوالي 10 نقاط اتصال تابعة لشركة "ميكوروت" على الطريق الرئيسي ، والتي يتعين على السكان من خلالها سحب الأنابيب على نفقتهم الخاصة ، فضلاً عن استيعاب تكلفة الإصلاحات والتسربات. و يعتمد الإمداد بالكهرباء على سكان القرية ، حيث يستخدم بعضهم الألواح الشمسية التي تكلفتها مرتفعة للغاية. هناك سكان يستخدمون الكهرباء من بلدة كسيبة المجاورة وهناك أيضًا من يمتلكون مولدات كهربائية.

## التهديدات
تتعرض قرية الزعرورة في النقب الى تهديدات من قبل دولة إسرائيل
بهدمها وبيوت قد نفذت فيها أعمال التصليح والصيانة يتم هدمها ايضا وايضا لدعم خطة مطروبلين في بئر السبع التي تهدف إلى مصادرة كل أراضي العرب البدو وبمعنى أيضا مصادرة أراضي قرية الزعرورة لإنشاء منجم كيماوي مفتوح 

## لمحة تعريفية
- "الزعرورية" هي قرية صغيرة وهادئة من قرى إقليم الخروب في قضاء الشوف أحد أقضية محافظة جبل لبنان، وهي تبعد عن بيروت عاصمة لبنان مسافة "50" كلم. ترتفع عن سطح البحر حوالي "700" متر وتبلغ مساحتها التقريبية "400" هكتاراً.

## أصل التسمية
يشتق اسم "الزعرورية"، وفقا لبعض الباحثين، من اللغة السريانية، شأنها في ذلك شأن الكثير من القرى اللبنانية، ويعني الصفر. لكن المرجّح أن أصل الإسم يعود الى شجرة "الزعرور" التي تنبت بكثرة على تلال القرية حيث يلائمها المناخ الريفي في الجبال متوسطة الارتفاع، فتستفيد من برد الشتاء المعتدل وهواء البحر الذي تطل عليه من بعيد.
ثمر الزعرور
يعرّف "الزعرور" في موسوعة "ويكيبيديا() " بأنه جنس نباتي من فصيلة الورديات. ويقدّر عدد الأنواع التابعة لهذا الجنس بحوالي "200" نوعاً، ويختلف العدد حسب التصانيف العلمية المختلفة.
أنواع الزعرور شجرية معمرة، تنبت في البراري والأحراش وفي المرتفعات الجبلية وتزرع أيضًا في حدائق المنازل. شجرة الزعرور ذات أوراق خضراء تشبه ورق السدر، صغيرة الحجم وأزهارها بيضاء تتحول إلى ثمرات دائرية الشكل. وتمتاز ثمار الزعرور الصفراء والحمراء بحلاوة مذاقها ولها تأثير على اللسان، يستفاد منها للاستخدامات الطبية والعلاجية، وزهوره فوائد كثيرة. ويعتبر الزعرور صديقا للقلب ومقو فاعل لعضلاته، موسع للأوعية الدموية وخاصة الشرايين التاجية، وهو منظف للسموم من الجسم. 

## المحيط الجغرافي لقرية الزعرورية
تقع "الزعرورية" في الطرف الشرقي "لإقليم الخروب" وهو احدى التجمعات العمرانية District من قضاء "الشّوف" الذي يضم عدداً من القرى، منها قرى "عانوت"، "حصروت"، "المطلة"، "الجليلية"، "مزمورة"، "بكيفا"، "مزرعة الضهر"، و"مزبود"... وكلها قرى تلتقي جغرافياً في حدودها العقارية مع قرية "الزعرورية".
المحيط الجغرافي لقرية الزعرورية:
تقع "الزعرورية" في الطرف الشرقي "لإقليم الخروب" وهو احدى التجمعات العمرانية District من قضاء "الشّوف" الذي يضم عدداً من القرى، منها قرى "عانوت"، "حصروت"، "المطلة"، "الجليلية"، "مزمورة"، "بكيفا"، "مزرعة الضهر"، و"مزبود"... وكلها قرى تلتقي جغرافياً في حدودها العقارية مع قرية "الزعرورية".
خارطة اقليم الخروب
وللوصول الى "الزعرورية" من جهة الساحل يمكن سلوك إحدى الطرق الرئيسية التي تنطلق صعوداً من منطقة "السعديات" الملاصقة "للدبيّة"، مروراً بـ"داريا" و"عانوت"، أو انطلاقاً من "وادي الزينة" و"سبلين" حيث يمرّ قاصد الزعرورية بقرية "شحيم". ومن جهة الساحل الجنوبي ينطلق المسار من قرية "علمان" التي تقع على ضفة نهر "الأولي" المحاذي لمدينة "صيدا"، وفي هذا المسار يمرّ الزائر حتماً ببساتين الليمون في الساحل، وأحراج الصنوبر في قرية "جون" التي يشرف عليها "دير المخلّص" الأثري الذي يتوسط كروماً من العنب وارفة الخضرة، ومساحات شاسعة من أشجار الزيتون والخرّوب التي تزين التلال المحيطة به.
ترتبط "الزعرورية" ادارياً بمركز القضاء وهو "بيت الدين" حيث مكتب قائم مقام قضاء "الشوف"، وفيها رئيس بلدية ومختاران، كما ينجز ويتابع أهلها بعض المعاملات الادارية البسيطة وبعض إجراءات التقاضي من خلال قليل من المراكز الحكومية والمحاكم المنفردة الموجودة في قرية "شحيم" ومحيطها.

## الواقع السكاني والعمراني
يبلغ عدد سكان "الزعرورية" حوالي "3000" نسمة، يقيم معظمهم في القرية، ومن يغادر موطنه الريفي لأسباب العمل أو الدراسة يعود اليه في أيام العطل ومواسم الاجازات... ويتوزع سكّان القرية على عدد من الأحياء السكنية ومنها : حي الضيعة حيث يوجد النصب التذكاري للقاضيين الشهيدين المغتالين ظلماً على قوس العدالة في مدينة "صيدا"()، وكذلك حي الجامع الملاصق لحي الكنيسة كتعبير عن إلفة ومحبة امتدت جذورها في التاريخ، وكذلك حي المدرسة، وحي المعصرة حيث قاومت فيه بعض الأقبية الحجرية المبنية بطريقة "العقد" عوامل الزمن وآثار الهزة الأرضية العنيفة التي ضربت منطقتي اقليم الخروب و"جزّين" في العام 1956...  اشارة الى أن هذه الأحياء بمجموعها تكوّن وسط البلدة القديمة التي تمتاز البيوت فيها بقربها وتلاصقها، بحيث كان يستطيع أهالي القرية التنقل بسهولة على سطوحها للعبور من مكان الى آخر.
أمّا أحياء الصوّان، الصنوبر، الشربين، القصيبة، خلّة اللوز، العريض، فهي امتدادات عمرانية حديثة تتزيّن بالفيلل والبيوت الفارهة المغطاة بالقرميد الأحمر الذي يتوسط خضار لافت. 
وتمتاز قرية "الزعرورية" بثرواتها الحرجية وأشجارها المثمرة, الأمر الذي اقتضى أن تسمّى أماكنها وبعض مناطقها –حالها كحال القرية نفسها- بأسماء الاشجار والنباتات التي تكثر فيها, ككروم المرج، الصنوبر، الزيتونية، الشربين، البستان، خلّة اللوز، وغيرها...
ولا ننسى في هذا الإطار تلّة "ضيعة التحتا" وهي خربة رومانية قديمة فيها بعض الآثار المتبقية لأسوار وبيوت مهدمّة، يحيط بها بعض المغاور ومجموعة من الطرق والسبل والأدراج الضيقة المنحوتة في الصخور والتي يبدو أنها كانت تربط ما بين ساقيتي الماء اللتين تجريان في أسفل التلّة من جهتيها الشرقية والغربية، والبيوتات القديمة التي كانت تحتلّ القمّة. 

## الواقع الاجتماعي، الثقافي، والاقتصادي
تتمّيز قرية الزعرورية بانصهار وتواصل اجتماعيين يربطان بين عائلاتها الروحية من الطائفتين الاسلامية والمسيحية، وبين أسر القرية المختلفة، ومنها : آل نصر الدين، أبو ضاهر، الدبّور، الزين، شمس الدين، باز، رزق، عثمان، صالح، الربيع، الصنديد، اسماعيل، يونس، فرج، غندور، حسون، الأدغم.
اعتمد أهالي القرية قديماً في موارد أرزاقهم على زراعة الزيتون وتربية المواشي، اضافة الى بعض الأعمال الحرفية البسيطة التي ترتبط بالأرض والتراب كصناعة الأواني الخزفية للاستعمالات المحلية، إلاّ أن في عصرنا الحالي يرتكز معظم أهالي القرية اقتصادياً على مردود وظائفهم، ولاسيما الحكومية منها، وعلى الأموال المحوّلة من المغتربين الى أسرهم المقيمة في البلدة. 
وفي السياق نفسه اشتهر أهالي "الزعرورية" بتميزهم العلمي والمعرفي، حيث ذاع صيت مدرسة القرية الرسمية في محيطها وعرفت بجودة التعليم فيها وبإصرار معظم اساتذة وطلاّب القرية على الجدّية بالعطاء وبالتلقّي. وتبلغ نسبة الحاملين للشهادات العليا في القرية نسبة مرتفعة جداً، الأمر الذي سهّل وصول كثير منهم الى مراكز مرموقة في القطاعين العام والخاص، داخل وخارج لبنان. 
وقد شغل بعض ابناء القرية المناصب الرفيعة، فكان منهم المدراء العامّون، ومنهم القضاة، والقادة العسكريون والأمنيون. وكان منهم أيضاً الأطباء، الأساتذة الجامعيون، المهندسون، المحامون، الكتّاب، الشعراء والصحافيون، اضافة الى بعض مستشاري الوزراء، والعلماء في مجالي الذرّة والفيزياء، وكذلك الفنانون والموسيقيون، ناهيك عن عدد كبير واستثنائي من الضباط وأساتذة التعليم.
ويقوم نادي "فتيان الزعرورية" الذي تأسس في ستينيات القرن الماضي بدور بارز على صعيد رعاية المواهب والنشاط الثقافي والترفيهي والفني والرياضي في البلدة، حيث نظّم على مدى تاريخه مئات المباريات الرياضية، والأمسيات الشعرية، واللقاءات الأدبية والفنية، والسهرات القروية، والمبارزات في الألعاب التراثية... إضافة الى رعايته لكثير من الأنشطة البيئية، الكشفية والزراعية، وحملات التوعية الصحية والنظافة وغير ذلك..
وقد كتب الصحافي ربيع فواز في جريدة "المستقبل" في العدد الصادر يوم الخميس 8 أيار 2003 تقريراً خاصاً يلخص واقع القرية، ورد فيه أنه: لا شيء استثنائي في بلدة الزعرورية، فكل شيء في مكانه، وهذه الحركة التي تتكرر كل صباح على الطريق في اتجاه بيروت أو في اتجاه صيدا، تنبئك ان اقتصاد البلدة لم يعد زراعياً حرَفياً.. فالسيارات التي تزحم الطرق صباحاً، ثم تزحمها مساء، تُقلُّ موظفين يعملون في إدارات الدولة على اختلافها.
ولا يصرفنك اسم البلدة المنتسب إلى الزعرور عن تلمس التحوّلات التي جعلت من الزعرورية "مقلعاً" للكوادر والموظفين والأطباء والمهندسين، وغيرهم ممن تقطعت روابطهم بالنشاط الزراعي المتقهقر في الزعرورية، لولا بقية من عناية بكروم الزيتون والعنب.. هنا مفتاح سرّ أن مدارس الزعرورية (بمستوياتها: الابتدائي والمتوسط والثانوي) تشكل علامات فارقة في القطاع التربوي في اقليم الخروب (ما كان رسمياً منه، وما كان خاصاً). وربما يصح ـ لذلك ـ أن نقول في الزعرورية، انها تنافس ذاتها تربوياً ولا تنافس أحداً.
وبصمات بلدية الزعرورية ماثلة هنا وهناك. ثمة مشاريع أُنجزت، وأخرى قيد الإنجاز، وفي البلدية مشاريع مقبلة. ولا شيء شخصي "فالأشخاص يذهبون وتبقى الزعرورية- لسان حال رئيس البلدية "الأسبق" الدكتور محمد الصنديد والذي يترك الحكم على عمل البلدية "للأهالي والزائرين الوافدين". 
في الإطار نفسه، يتحدّث مختار الزعرورية زين الزين، الذي ينوّه بالبلدية وبأهالي الزعرورية الذين ينتسبون إلى العصر، من دون ان يتخلوا عن التقاليد الحميدة، ولا سيما تقاليد التراحم والتواصل في الأفراح والأتراح. وهو يوجه دعوة متكررة إلى أبناء الزعرورية.
والمختار الزين يرى أن المطلوب من الدولة كثير، ولا ينسى التنويه بالمدارس الرسمية في الزعرورية وتفاني هيئتها التعليمية التي "انتشر صيتها المشرّف في كل مكان".
ويردّ مدير تكميلية الزعرورية الرسمية "الأسبق" الأستاذ حسين سليم أبو ضاهر الصيت المشرف للبلدة إلى "الكادر التعليمي من أبناء الزعرورية، وانصهاره مع الإدارة في بوتقة واحدة". وقال : "مدارسنا بكل مراحلها، تستقطب تلاميذ البلدة وكثيراً من القرى والبلدات في الإقليم. وحسبنا أننا، نحن الإدارة والمعلمين، قد ارتضينا لأولادنا ما ارتضيناه لأولاد الزعرورية جميعا...  لقد جئنا بأولادنا إلى المدارس التي نعلم فيها فلا يكون وجودهم في مدارس خاصة حجة علينا، نحن الذين نحرص على أن نرتقي بالمدرسة الرسمية. والدليل هو النتائج المشرفة التي نحققها سنوياً".
ولا يقلّ أهمية عن القطاعين البلدي والتربوي، قطاع الشباب الذي ينهض على أكتاف ناشطين في نادي الفتيان، الوحيد منذ تأسيسه سنة 1964 في بلدة تتعدد عائلاتها، وفي ذلك دلالة يمكن الوقوف عندها. رئيس نادي الفتيان "الأسبق" حسين أحمد أبو ضاهر يفسر عدم وجود ناد آخر في الزعرورية "بأن ضيعتنا لا تحتمل ناديين، وبأن هدف النادي هو جمع الشمل في بلدة عائلاتها المتعددة أشبه بالعائلة الواحدة". ويضيف ان نشاط النادي، في الأصل، رياضي، ولكنه ينشط ثقافياً واجتماعياً "فينظم أمسيات شعرية، خصوصاً للشعراء من أبناء الزعرورية، وينظم محاضرات في موضوعات شتى، حتى أننا ننظم مباريات في طاولة الزهر وغيرها من وجوه التسلية". كما ينوه بوجود عنصر نسائي في الهيئة الادارية للنادي "وهذه ظاهرة نادرة في أندية المنطقة.
تلفت انتباهنا ملاحظته الأخيرة، فينتقل معه لزيارة رئيسة اللجنة الاجتماعية في نادي الفتيان عبلة يونس. لا تستغرب يونس وجود عنصر نسائي من الزعرورية في هيئة ادارية لناد رياضي ثقافي اجتماعي، "شباب الزعرورية يحترمون المرأة... والمرأة في الزعرورية تستحق هذا الاحترام. فعندنا شريحة متعلمة من النساء لا بأس بها".